# 岸波香桜
岸波 香桜（きしなみ かお、1995年4月17日 - ）は、千葉テレビ放送（チバテレ）アナウンサー。元青森テレビ記者、元さくらんぼテレビアナウンサー・報道記者。オールウェーブ・アソシエツ所属。

## 来歴・人物
千葉県鎌ケ谷市出身。趣味は部屋の掃除、ドライブ、スノーボード、ドラム。特技は百マス計算、卓球、まつ毛技。身長163cm、スリーサイズB75-W59-H83。東洋大学経営学部経営学科卒業。在学中の2015年度に『東洋大学ミスコン2015』でグランプリに輝いた。
2018年4月、青森テレビに入社し、記者として勤務。
2019年10月、さくらんぼテレビに移籍し、アナウンサー兼報道記者として勤務。
2022年4月30日放送の番組内で、結婚をしたことを報告し、その日をもってさくらんぼテレビを退社した。
さくらんぼテレビを退社した後も同局が制作している番組には出演していた。
2024年4月より、地元千葉県の千葉テレビ放送（チバテレ）でアナウンサーとなる。なお、同じオールウェーブ・アソシエツ所属かつ千葉県出身のチバテレアナウンサーに駒井亜由美がいる。

## 現在の出演番組
- newsチバ - キャスター（2024年4月4日 - ）
- ちば朝ライブ モーニングこんぱす - 月・火曜MC（2024年4月 - ）
- MARINES STUDIO - MC（2024年5月20日 - ）

## 過去の出演番組
さくらんぼテレビ時代
- さくらんぼテレビ Live News - お天気コーナー、週末版キャスター
- 昼ドキ!TV やまがたチョイす - リポーター（2020年1月12日 - 2020年9月26日）
- FNN Live News days（山形ローカル） - キャスター
- News イット! やまがた - キャスター（2020年9月28日 - 2022年4月29日）
- 昼ドキ!TV やまがたチョイす - MC（2022年4月2日 - 2022年4月30日）
- どどどどっとJP （さくらんぼテレビ）- JPの助手として出演。フリー転身後も出演。

学生時代
- 選択クイズ∞（フジテレビ）

その他
- リリー&マゴー - NIKE動画サイト
- サンデー毎日